# Parviz Moin
Parviz Moin (* 23. Oktober 1952 in Teheran) ist ein iranisch-US-amerikanischer Ingenieur, der sich insbesondere mit Turbulenz befasst.
Moin studierte an der University of Minnesota mit dem Bachelor-Abschluss als Ingenieur 1974 und an der Stanford University, an der er 1978 in Mechanik promoviert wurde. Als Post-Doktorand war er am Ames Research Center der NASA, 1980 bis 1982 Assistant Professor an der Stanford University, 1982 bis 1986 wieder am Ames Research Center und ab 1986 und ab 1989 Professor in Stanford. Dort ist er seit 1987 Director des Center for Turbulence Research.
Er war ein Pionier in der direkten und Large Eddy Simulation der Turbulenz.
1996 erhielt er den Hydrodynamik-Preis der American Physical Society und er erhielt den Humboldt-Forschungspreis. Er ist Mitglied der National Academy of Sciences (2011), der American Academy of Arts and Sciences (2010) und der National Academy of Engineering und Fellow der American Physical Society und des American Institute of Aeronautics and Astronautics (AIAA).  Er erhielt den Fluid Dynamics Award der AIAA und den Lawrence Sperry Award der AIAA. 1985 erhielt er die NASA Exceptional Scientific Achievement Medal und er erhielt die Outstanding Leadership Medal der NASA. Er ist Ehrendoktor der Polytechnischen Universität Madrid.
Er ist einer der Herausgeber der Fachzeitschrift Annual Review of Fluid Mechanics.

## Schriften
- mit Krishnan Mahesh: Direct Numerical Simulation. A Tool in Turbulence Research. In: Annual Review of Fluid Mechanics. Vol. 30, 1998, S. 539–578
- Fundamentals of engineering numerical analysis, 2. Auflage, Cambridge University Press 2010